# Norizm
『norizm』（ノリズム）は、白石乃梨の1枚目のミニアルバム。

## 内容
- 改名以前の「白石桔梗」として発表した「again」「STEP UP」、本作の収録曲のリミックス2曲を含んだミニ・アルバム。
- デビューシングルの表題曲「BLACK」、3枚目のシングルの表題曲「涙あふれた…」は収録していない。

## 批評
CDジャーナルは白石の歌唱姿勢を「変に黒さが向かわない素直な歌声」と評した。

## 収録曲
1. again
作詞：白石乃梨　作曲：白石乃梨・古井弘人　編曲：古井弘人・中沢昭宏
2. Fighter feat. SPOCK (NORTH COAST BAD BOYZ)
作詞：SPOCK・白石乃梨　作曲：白石乃梨　編曲：SPOCK・中沢昭宏・田村培修
3. Technic
作詞・作曲：白石乃梨　編曲：EIGO
4. Like me
作詞：白石乃梨　作曲：白石乃梨・SPOCK　編曲：SPOCK
5. どうしてこんなに
作詞・作曲：白石乃梨　編曲：古井弘人
6. STEP UP -Album mix-
作詞・作曲：白石乃梨　編曲：中沢昭宏・Mr.Lee
7. again -Remix-
Remix：Mr.Lee
8. STEP UP -Remix-
Remix：Mr.Lee